# Лейданг
Лейданг (др.-сканд. leiðangr, норв. leidang, швед. ledung, дат. leding, лат. expeditio, англ. lething) — форма иррегулярного флота, береговой охраны и экспедиционного корпуса в средневековой Скандинавии. Лейданг использовался как форма призыва на военную службу и организации флота для участия в регулярных военных экспедициях и рейдах, а также для защиты земель от внешних угроз. Лейданг мог применяться как на море, так и на суше, наравне с ополчением, формировавшимся из херредов.

## Структура и вооружение
Основной задачей лейданга являлось организация флотилий для защиты побережья, военной поддержки и принуждения к торговле, а также викингским рейдам. В обычных условиях лейданг организовывался на два-три летних месяца. Все свободные мужчины были обязаны принять в нём участие или пожертвовать на его содержание. Только часть флотилии лейданга участвовала в рейдах, но так как поход всегда сулил высокие доходы, большинство магнатов и вождей стремилось принять в нём участие вместе со своими воинами. В случае угрозы вторжения извне весь лейданг призывался к оружию.
Земли были поделены на районы, поставлявшие скипрейд (др.-сканд. skipreiða, швед. roslag, дат. skipæn) — команду корабля. Каждый скипрейд обязан был изготовить и оборудовать гребное парусное судно (драккар) определённого размера. Размер корабля был стандартным и, как правило, определялся количеством гребцов или весел, изначально в сорок штук. Наименьшим делением лейданга была команда из нескольких фермеров, которые должны были вооружить и обеспечить одного мангера (др.-сканд. manngerð, дат. hafnæ) — гребца. Глава скипрейда назывался стирэсман (др.-сканд. styrimaðr или styræsmand) — рулевой, и выполнял функцию капитана корабля.
По состоянию на 1277 год в Норвегии насчитывалось 279 скипрейдов, в Дании втрое больше. Согласно закону Уппланда, каждая сотня Уппланда поставляла 4, Вестманланда — 2, Руслагена — 1 корабль.
Согласно Закону Гулатинга (XI—XII век) каждый член лейданга минимум должен был быть экипирован топором или мечом в совокупности с копьем и щитом, а каждая скамья (обычно два гребца) была вооружена луком и 24 стрелами. В XII—XIII веках список был расширен, от представителей зажиточного класса требовалось иметь при себе шлем, хауберк, копье, щит и меч.
В разные времена главами лейданга становились ярлы и епископы, хотя обычно его вела местная знать.

## Развитие
В XII—XIII веках лейданг стали заменять соответствующим налогом, который платили все свободные фермеры. Налог просуществовал вплоть до XIX века, хотя лейданг периодически призывался на службу в XIII—XV веках, в частности, вторжение норвежского лейданга в Шотландию в 1260-х.
В отличие от Норвегии, где наиболее важную роль играет береговая охрана, а не сухопутная армия, в Швеции и Дании чаще предпочитали собирать налог, чем лейданг.

## В Англии
У англосаксов для защиты земель использовался несколько иной принцип — фирд. Он представлял собой ополчение, собираемое в конкретной области для её защиты от внешнего врага. Служба носила временный характер и воины экипировали и содержали себя сами. Возникновение фирда можно проследить вплоть до VII века.
Отличительной чертой фирда от лейданга было то, что фирд — исключительно сухопутное ополчение. Кроме того, члены фирда не были профессиональными воинами, а сам фирд использовался только для отражения внешней агрессии и не был приспособлен для наступательных действий. Также члены фирда практически никогда не призывались на службу вне территории своего графства. Будучи основой англосаксонской армии, такая конструкция во многом предопределила исход вторжения датских и норвежских викингов в Англию.
Наиболее часто фирд применялся в период правление Харольда II, то есть в период активных вторжений скандинавов в Англию, таких как вторжения Харальда III и Вильгельма Норманского.